# Ngoulmoung
 (mai 2018).
Si vous disposez d'ouvrages ou d'articles de référence ou si vous connaissez des sites web de qualité traitant du thème abordé ici, merci de compléter l'article en donnant les références utiles à sa vérifiabilité et en les liant à la section « Notes et références ».
Ngoulmoung est un village du Cameroun situé dans l'arrondissement de Maga, le département de Mayo-Danay et la région de l'Extrême-Nord Cameroun. 
Il est situé à environ 11 km du centre urbain. 

## Localisation
Le village est limité au nord par le village de Tekelé,au sud par le village de simatou et Maga,à l'est par Maouda et Mourla et à l'ouest par Goungni. Le village est dirigé par un chef du village (Lawane) et dépend du sultanat de Pouss. Il est dirigé actuellement par sa magesté Mamat Kadir. Le village est subdivisé en quartiers dont les plus importants sont Kouaye, Doulang, Kalao, Kaday, Magma, Gasbala, Manga, Guedueng, Kounkouma...

## Population
En 1967, la localité comptait 1 125 habitants, principalement Mousgoum.
Lors du recensement de 2005, on y a dénombré 5 693 personnes.

## Structure socio-économique
Le village dispose de quelques écoles primaires à savoir EP Ngoulmoung, Gasbala, Guedueng, Nouhoi. Le secondaire est assuré par le CES de  Ngoulmoung qui est à sa sixième année en 2018.
Les religions principales sont le christianisme et l'islam. 
Les principales activités économiques sont l'agriculture, l'élevage, le petit commerce, et la pêche. Le village a un sol sableux avec un climat tropical. Sa végétation est dominée par savane et d'autres espèces végétales comme les doumiers, les roniers et les nimiers. La langue dominante est le mousgoum.